# À l'Aise Breizh
À l'Aise Breizh est une entreprise textile basée à Morlaix (Finistère), qui confectionne des produits à l'image de la Bretagne. Elle compte en 2015 dix-neuf magasins, deux brasseries et 250 revendeurs dans l'Ouest,.

## Historique
En 1996, lors d'une soirée à Paris, Erwann Créac'h, technicien de théâtre et l'illustrateur Xavier Richard ont l'idée de créer une gamme de tee-shirts illustrant "leur" Bretagne : fêtarde, drôle et ouverte.
Ils lancent une marque de tee-shirts humoristiques, avec 10 000 francs qu'Erwann Créac’h emprunte à sa petite amie pour qu'elle achète une machine à imprimer. Il vend sur les marchés bretons et parisiens les premiers tee-shirts imprimés de visuels représentant des personnages baptisés « Henri Bouldingue », « Bob Morlaix » ou « Ma Doué Beniguet ».

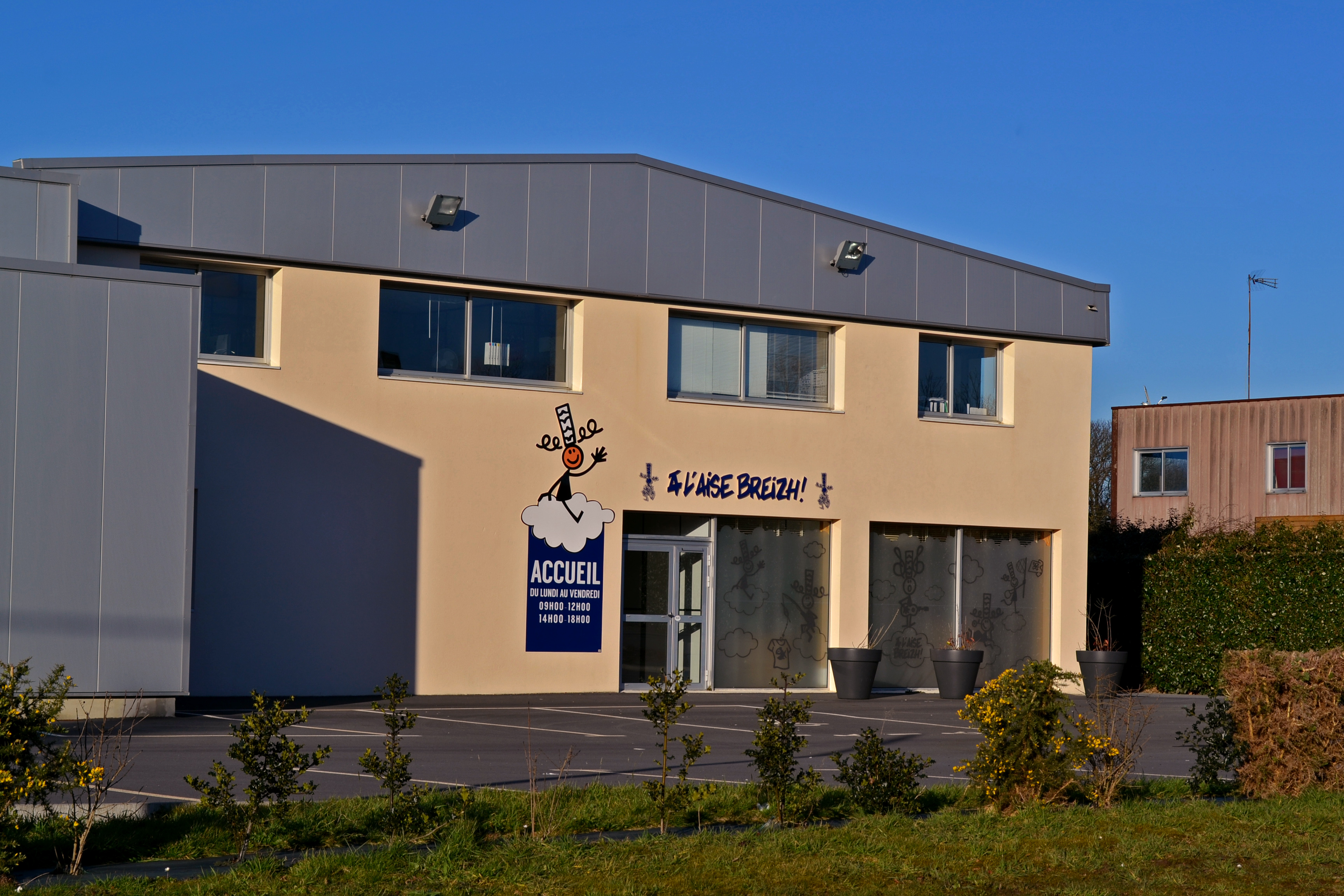
Le siège de la marque à Morlaix.

Après 4 ans d’activité, Créac'h encadre ses tee-shirts et organise des vernissages dans des bars ("arrosages"), appelés Tournée Générale, ce qui suscite l’attention de journalistes parisiens. En 1999, il ouvre sa première boutique à Morlaix et un local technique de 80 m2 en plein centre-ville. 
Ses tee-shirts plaisent aux Bretons qui retrouvent, dans l’autodérision de la marque, la Bretagne qu’ils aiment (Bob Morlaix, Chez Guevarrec, Après la pluie vient le breton !, Menhirs Black...). 

La Bigoudène avec sa coiffe et dont la ligne est inspirée de l'hermine.

L’hermine et la Bigoudène, devenue effigie de la marque, suivront. En 1998, un commandant des stupéfiants de Paris passant à Morlaix fait saisir le stock de t-shirt où était dessinée une hermine en forme de feuille de cannabis. Le fait divers médiatisé contribue à la notoriété de la marque.
En 2012, l'autocollant de la bigoudène, logo de la marque, orne près d'1,5 million de voitures,. 
Avec l'ouverture de nombreux magasins (17 magasins en marque propre en 2013), le chiffre d'affaires s'accroît grandement.
L'entreprise pratique[style à revoir] la diversification depuis 2009 avec l'ouverture d'une brasserie A L'Aise Breizh Café à Vannes, suivie d'un deuxième restaurant à Brest. D'autre part, la gamme de produits s’agrandit : vaisselle, vêtements et linge de maison, etc.
Toutes les impressions (un million par an) sont réalisées à l’usine de Morlaix. Une ligne de produits basques, Bask in Bask, a vu le jour. De nombreux partenariats sont menés avec les festivals bretons. En 2011, l'atelier de Morlaix passe à 1 500 m2.

## Récompenses
- 2013 : Lauréat des Trophées INPI de l'innovation en Bretagne dans la catégorie « Signes distinctifs »[13]